# Гай Музоний Руф
Гай Музоний Руф (на латински: Gaius Musonius Rufus; * преди 30 г. във Волсинии в Етрурия, вероятно днешен Болсена; † преди 101/102 г.) e римски философ-стоик от 1 век. Учител на стоика Епиктет.
По времето на император Нерон той става много известен учител-стоик. След Заговора на Пизон през 65-66 г. Нерон го изгонва от Рим. През 69 г. се връща обратно и продължава да преподава своето учение.